# بولمان بورتر بلوز
بولمان بورتر بلوز هي مسرحية عام 2012 كتبها شيريل ويست. تدور أحداث المسرحية في عام 1937، خلال فترة الكساد الكبير، وتعرض قصة حمالين بولمان في رحلة بالقطار على متن بنما ليمتد من شيكاغو إلى نيو أورلينز.

## المواقع التي تم تنفيذها
- مسرح ارينا كريجر في واشنطن العاصمة.[3]
- مسرح غودمان في شيكاغو.[2]

## فريق العمل
- الجد مونرو - لاري مارشال
- سيفاس - وارنر ميلر أو توسين موروهونفولا
- سيلفستر - كليفانت ديريكس
- قاطرة القطار تكس
- لوتي المتخفي

## موسيقى
- نشيد حزقيا
- هذا القطار
- البيت الجميل، شيكاغو
- النساء المتوحشات ليس لديهن البلوز
- ترانيم بنما المحدودة
- بنما ليمتد بلوز
- 900 ميل
- جو لويس بلوز
- هوب سكوب بلوز
- هذا القطار الوحيد الذي أخذ طفلي بعيدًا
- مشكلة في العقل
- حزن القلب البلوز
- نشيد حزقيا

## استقبال
كتب بول هاريس في فارايتي: «على الرغم من عيوبه، فإن» بولمان بورتر بلوز «يقدم لحظات مبهجة ويكسب شهرة بسبب أسلوبه.» وكان قارئ شيكاغو جوستين هايفورد كان ينتقد المسرحية «مشاهد متكررة»، في حين أن شيكاغو تريبيون كريس جونز جدت الإنتاج لتكون «جيدة 15 دقيقة وقتا طويلا» ولكن مع ذلك كان مطلقا.

## روابط خارجية
- مقابلة مع الكاتب المسرحي شيريل ويست والممثل لاري مارشال على إذاعة سانت لويس العامة KWMU-1